# 那珂通世

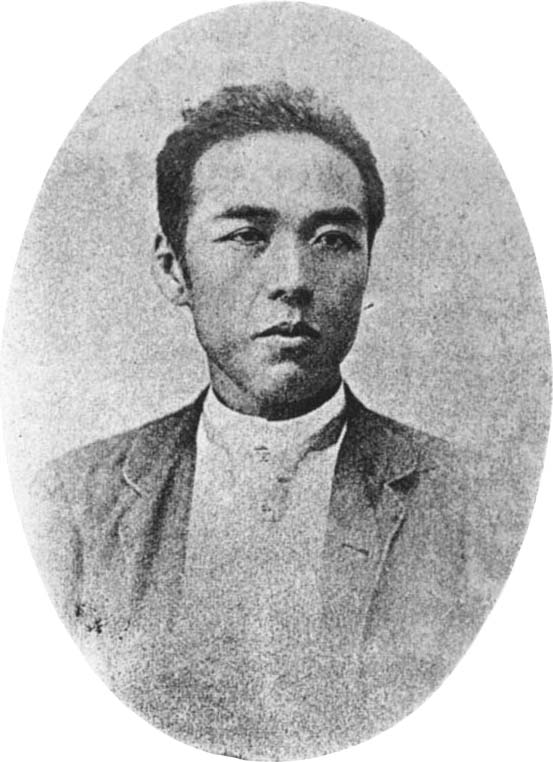
那珂通世

那珂 通世（なか みちよ、1851年2月6日（嘉永4年1月6日） - 1908年（明治41年）3月2日）は、南部藩出身の明治時代の歴史学者、文学博士。学問領域及び教科名としての「東洋史」創唱者とされる。

## 生涯
陸奥国岩手郡盛岡城下にて盛岡藩士・藤村盛徳の三男として生まれる。幼名は荘次郎。その優れた才能を買われ、14歳の時に藩校作人館の句読師であった儒官江帾通高（梧楼）から乞われ養子となった。藩主南部利恭の近侍となり、養父が「那珂」と改姓したのに伴い、「那珂通世」を名乗った。戊辰戦争における敗戦を経験し、江戸の越前藩邸に預けられる。
明治維新後は英学を志し、初めは山東一郎主宰の北門社に入塾したが、まもなく福澤諭吉の書生となり、1872年（明治5年）に慶應義塾別科に入塾、1876年（明治9年）、26歳の時に「日本古代文字考」を『洋々社談』に発表。慶應義塾別科を卒業後、福澤の推薦で師範学校・中学校・巴城学舎などの教師を務め、後に千葉師範学校、東京女子師範学校の校長を歴任し、女子教育に尽力した。
1890年代には華族女学校教授、高等師範学校及び第一高等学校教授に就任。1896年（明治29年）には帝国大学文科大学の嘱託講師を務めた。その間、日本・朝鮮・中国の歴史における実証的な研究を多く発表。1900年（明治33年）には国語調査委員を命ぜられ、高等官三等（従五位）に累進した。
1901年（明治34年）、文学博士の学位を取得。代表的な著作に、中国史を通覧する『支那通史』（1888年-1890年、未完ながら簡易かつ客観的であったことから清国でも刊行）や、辛酉革命説に基づいて日本の紀年問題を研究した「上世年紀考」（1897年『史学雑誌』発表、三品影英増補『上世年紀考』所収）等がある。また、皇紀を定めるにあたって神武天皇即位年を計算、紀元節の特定にも協力した。神武天皇即位紀元を参照
1903年（明治36年）に早稲田大学の東洋史講座、1904年（明治37年）には浄土宗大学の仏教地理講座など、その他の私立学校からも講師を嘱託された。
1905年（明治38年）の日露戦争中、戦地視察の命を受け、嘉納治五郎等とともに清国の金州・旅順等へ差遣され、さらに翌1906年（明治39年）には満韓修学旅行に監督として随行し、満州・韓国を訪れた。
那珂は学問領域及び教科名の「東洋史」の創唱者（外国史を西洋史と東洋史に二分することを提案）として知られ、満州語・モンゴル語を独自に研究、1907年（明治40年）にはモンゴル語で書かれた元朝秘史を『成吉思汗実録』と題して邦訳刊行した。
1908年（明治41年）、心臓発作により死去。従四位勲四等に叙された。
同じく東洋史学者の内藤湖南（盛岡藩出身）とは親交を結び、白鳥庫吉は中学教師時代の教え子だった。栃木県日光市の華厳滝で「巌頭之感」を書き残して投身自殺した藤村操は甥。

## 栄典
位階
- 1891年（明治24年）12月8日 - 従六位[2]
- 1898年（明治31年）3月30日 - 正六位[3]
- 1900年（明治33年）9月21日 - 従五位[4]
- 1906年（明治39年）6月30日 - 正五位[5]
- 1908年（明治41年）3月2日 - 従四位[6]

勲章等
- 1897年（明治30年）12月28日 - 勲六等瑞宝章[7]
- 1901年（明治34年）12月27日 - 勲五等瑞宝章[8]
- 1908年（明治41年）3月2日 - 勲四等瑞宝章[6]

## 著書
- 『崔東壁先生遺書』 崔述武承・那珂通世著書 目黒書店 ISBN 9787501334698
- 『那珂通世遺書』（以下近代デジタルライブラリー）
- 『旅の苞憂国余話』
- 『支那通史』巻之1
- 『支那通史』巻之2
- 『支那通史』巻之3 第1−3編
- 『支那通史』巻之3 第4−9編
- 『支那通史』巻之4
- 『元史訳文証補』
- 『新撰東洋史地図』
- 『成吉思汗実録』
- 『那珂東洋略史』